# Санкт-Ульріх-ам-Піллерзе
Санкт-Ульріх-ам-Піллерзе (нім. St. Ulrich am Pillersee) — містечко й громада округу Кіцбюель у землі Тіроль, Австрія.
Санкт-Ульріх-ам-Піллерзе лежить на висоті  847 м над рівнем моря і займає площу  52,01 км². Громада налічує 1609 мешканців. 
Густота населення 31/км².  
Громада Санкт-Ульріх розташувалася над озером Піллерзе в його долині. 
|                                                   |
| Санкт-Ульріх-ам-Піллерзе на мапі округу та землі. |

```
Адреса управління громади: Dorfstrasse 15, 6393 St. Ulrich am Pillersee. 
```

## Демографія
Історична динаміка населення міста за даними сайту Statistik Austria